# LXDE
ال‌اکس‌دی‌ئی (به انگلیسی: LXDE) یک میزکار آزاد و متن باز برای یونیکس و شبه یونیکس‌ها مانند لینوکس و بی‌اس‌دی است. ال‌اکس‌دی‌ئی برای سبک وزن بودن و استفاده کم از منابع سیستم طراحی شده‌است و برای سیستم‌هایی با منابع کم مانند رایانه‌های قدیمی و نوت‌بوک‌ها مناسب است.

## تاریخچه
پروژه ال‌اکس‌دی‌ئی در سال ۲۰۰۶ به وسیلهٔ برنامه‌نویس تایوانی، Hong Jen Yee و با نوشتن یک برنامه مدیریت فایل به نام پی‌سی‌من اف‌ام (PCManFM) شروع شد که اولین ماژول ال‌اکس‌دی‌ئی نیز بود.
اوایل ژانویه ۲۰۱۱، در مقایسه توزیع‌های لینوکس سال ۲۰۱۰ و ۲۰۰۹ در سایت دیستروواچ، Ladislav Bodnar به این نکته اشاره دارد که توزیع‌های دارای میز کار سبک، محبوبیت بیشتری پیدا کرده‌اند. او گفت:
 «نگاه به جدول، نکته‌ای را نمایان می‌کند و آن این است که توزیع‌هایی با میزکار سبک ولی پر امکانات ال‌اکس‌دی‌ئی یا مدیریت پنجره‌های اوپن‌باکس (OpenBox) محبوبیتی رو به افزایشی داشته‌اند. به عنوان مثال لوبونتو در تعداد بازدید از صفحاتش به سادگی رقیبی برای کوبونتو است.»

ال‌اکس‌دی‌ئی با زبان برنامه‌نویسی سی و ابزارهای جی‌تی‌کی‌پلاس ۲ نوشته شده‌است و روی لینوکس و سایر شبه-یونیکس‌ها مانند لینوکس و بی‌اس‌دی قابل اجراست. جی‌تی‌کی‌پلاس به‌طور معمول در بسیاری از توزیع‌های لینوکس استفاده می‌شود.
ال‌اکس‌دی‌ئی از روش انتشار غلتان استفاده می‌کند و تحت مجوز جی‌پی‌ال و ال‌جی‌پی‌ال منتشر می‌شود.

## اجزا
برخلاف سایر محیط‌های رومیزی مانند گنوم و کی‌دی‌ای، اجزای ال‌اکس‌دی‌ئی وابستگی‌های کمی دارند و یکپارچه نیستند و می‌توانند به صورت مستقل از هم اجرا شوند.
اجزا تشکیل دهنده ال‌اکس‌دی‌ئی:
| PCManFM      | مدیر پرونده                                    |
| LXInput      | ابزار پیکربندی موس و صفحه کلید                 |
| LXLauncher   | راه انداز نرم‌افزار                             |
| LXPanel      | پنل دسکتاپ (نوار وظیفه)                        |
| LXSession    | مدیر نشست اکس                                  |
| LXAppearance | تغییر دهنده تم GTK+                            |
| Leafpad      | ویرایشگر متن                                   |
| Xarchiver    | کار با آرشیوها (فایل‌های فشرده)                 |
| GPicView     | نمایش عکس                                      |
| LXMusic      | یک frontend ساده برای پخش‌کننده صوتی اکس‌ام‌ام‌اس۲ |
| LXTerminal   | شبیه‌ساز ترمینال                                |
| LXTask       | مدیریت پروسه‌های در حال اجرا (Task Manager)     |
| LXRandR      | یک واسط گرافیکی برای Randr                     |
| LXDM         | X display manager                              |
| LXNM         | پشتیبانی از شبکه بی‌سیم \| فقط لینوکس           |
| اوپن باکس    | مدیر پنجره                                     |
| ObConf       | واسط گرافیکی برای تنظیم اوپن باکس              |

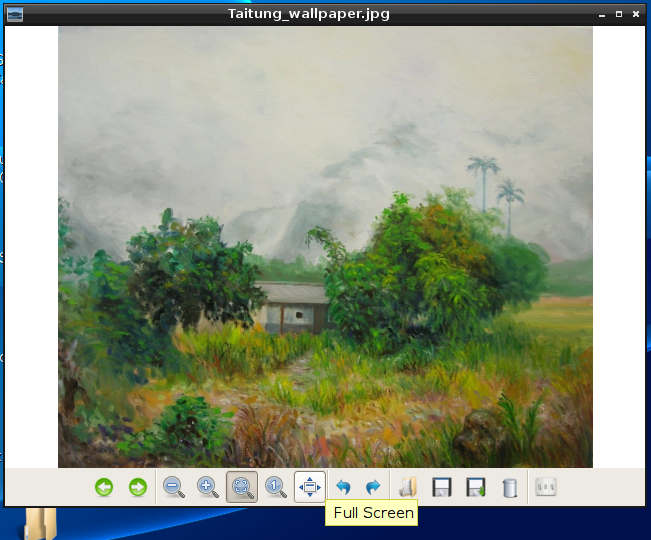
نمایش دهنده تصویر ال‌اکس‌دی‌ای
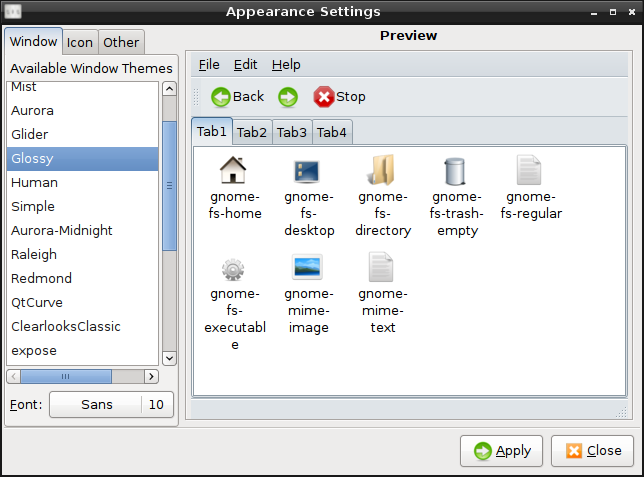
تغییر دهنده ظاهر
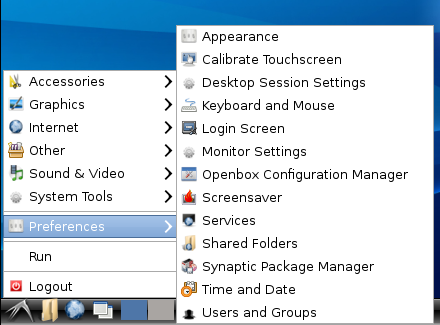
ال‌اکس پنل
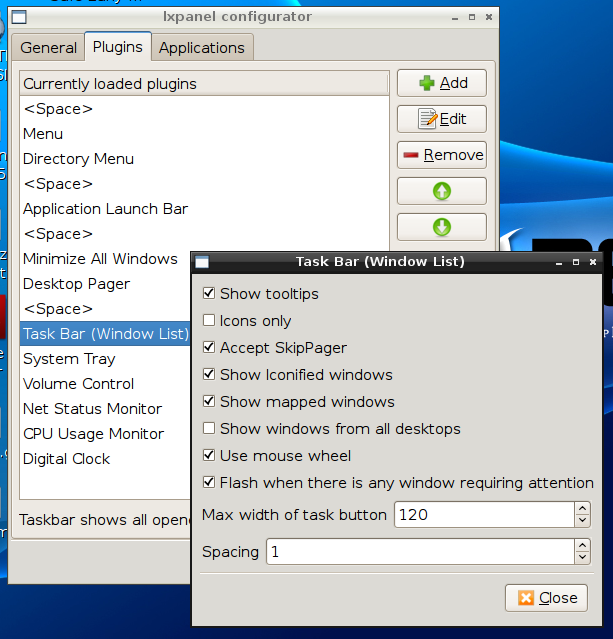
تنظیمات ال‌اکس پنل
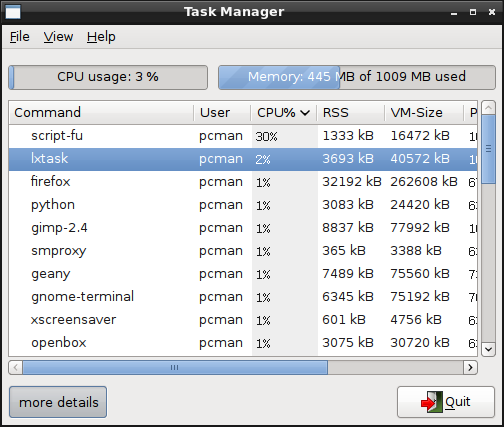
ال‌اکس تسک
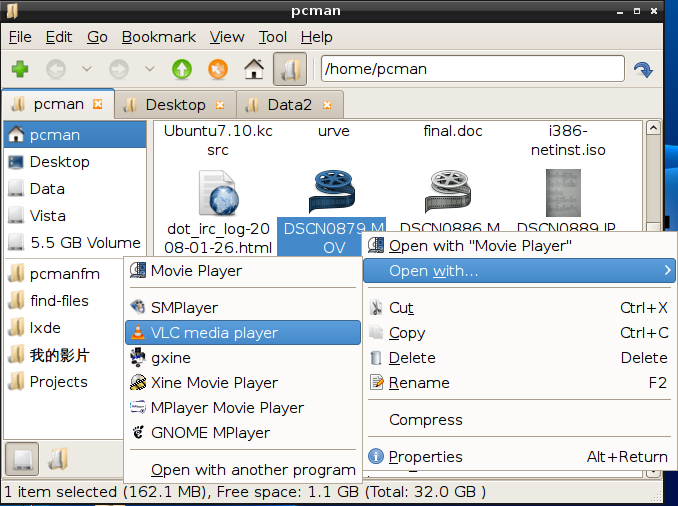
PCMan File Manager
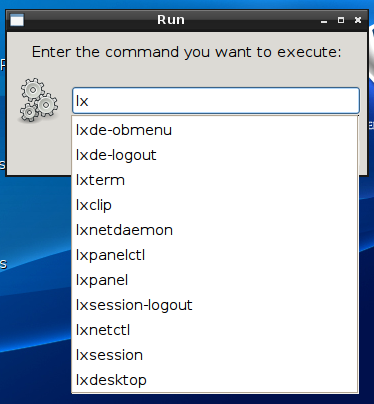
اجراکننده دستورها

## توزیع‌های لینوکس همراه با ال‌اکس‌دی‌ئی
ال‌اکس‌دی‌ئی روی توزیع‌های شناخته شده‌ای مانند اوبونتو، مندریوا، دبیان، اوپن‌سوزه، فدورا قابل اجرا و نصب است و به‌طور پیش‌فرض روی توزیع‌هایی مانند کنوپیکس، لوبونتو و یولایت نصب است.
| - لوبونتو (مبتنی بر اوبونتو) - لینوکس مینت نسخه ال‌اکس‌دی‌ئی (توسعه متوقف شد) - مندریوا - اوپن سوزه - فدورا ۱۰ و بالاتر - آرچ لینوکس - دبیان - جنتو - ناپیکس ۶ - ماامو | - Hiweed ۲٫۰ (بر پایه اوبونتو مخصوص چینی زبان‌ها) - Linux4One (برای نوت‌بوک‌های ایسر طراحی شده‌است) - BlankOn - Eeebuntu - Frugalware - Parted Magic - PCLinuxOS - Peppermint OS - PUD GNU/Linux - U-lite - VectorLinux - Yoper |